# Torsten Wustlich
Torsten Wustlich, né le 2 février 1977 à Annaberg-Buchholz, est un lugeur allemand spécialiste de double. Actif en équipe nationale entre 1998 et 2010, il fait équipe avec André Florschütz.

## Palmarès
- Jeux olympiques
  -  Médaille d'argent en luge double aux Jeux olympiques d'hiver de 2006 à Turin (Italie)[1],[2]
- Championnats du monde
  -  Médaille d'or en luge double en 2001[1]
  -  Médaille d'or en luge double en 2005[1]
  -  Médaille d'or en luge double en 2008[1]
  -  Médaille d'argent dans la compétition par équipes en 1999
  -  Médaille d'or en luge double en 2004
  -  Médaille d'or en luge double en 2009

- Coupe du monde
  - Vainqueur de la Coupe du monde 2010 et 2e en 2004 et 2005